# Port lotniczy Emmonak
Port lotniczy Emmonak (IATA: EMK, ICAO: PAEM) – port lotniczy położony w Emmonak, w stanie Alaska, w Stanach Zjednoczonych.